# جوشوا ليون
جوشوا ليون (بالإنجليزية: Joshua Lyon)‏ هو صحفي وكاتب أمريكي، ولد في 25 يونيو 1974.